# Nikolái Radin
Nikolái Radin (15 de diciembre de 1872 – 24 de agosto de 1935) fue un actor teatral y cinematográfico ruso, activo en la época del cine mudo.

## Biografía
Su verdadero nombre era Nikolái Mariusovich Kazankov, y nació en San Petersburgo, Rusia. Nieto del famoso coreógrafo Marius Petipa, sus padres, que no estaban casados, eran el actor Marius Mariusovich Petipa y Mariya Kazankova, una modista.
Finalizó los estudios en la Facultad de Derecho de la Universidad Estatal de San Petersburgo pero, interesado por el teatro, empezó a tomar parte en diferentes representaciones. En un principio intérprete de pequeños papeles, fue progresando hasta llegar a ser un conocido actor dramático, a pesar de no haber recibido una formación específica.
Radin estuvo casado con la actriz Nathalie Lissenko, sobrina del compositor Mykola Lysenko, y posteriormente casada con el también actor Ivan Mosjoukine. En segundas nupcias se casó con otra actriz, Yelena Shatrova, con la que durante muchos años trabajó en el Teatro Korsch de Moscú. Ese teatro cerró en 1932, y la pareja pasó a actuar en el Teatro Maly de la misma ciudad.
Nikolái Radin falleció en Moscú, Rusia, en 1935.

## Filmografía
- 1915 : Andrey Toboltsev, de Andrei Andreev
- 1915 : Leon Drey, de Evgueny Bauer
- 1915 : Plebei, de Yakov Protazanov
- 1917 : Korol Parija, de Evgueny Bauer
- 1917 : Nabat, de Evgueny Bauer
- 1917 : Teni liubvi, de Alexandre Gromov
- 1917 : Za schastem, de Evgueny Bauer
- 1918 : Mechta i jizn, de Aleksandr Uralsky
- 1926 : Le Traître, de Abram Room
- 1932 : Myortvyy dom, de Vasili Fyodorov
- 1934 : Marionetki, de Yakov Protazanov